# Neftali

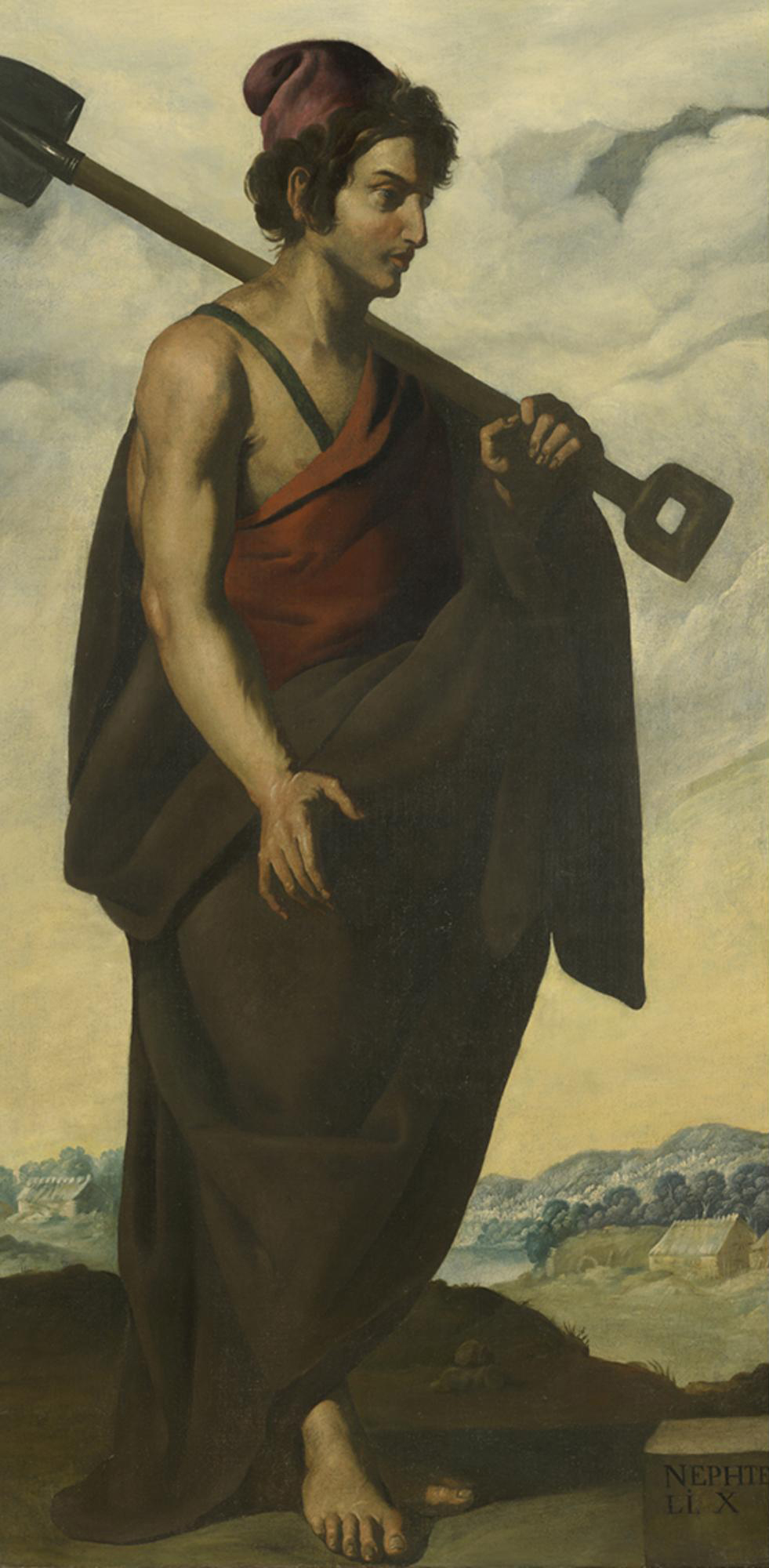
Neftali in un dipinto di Zurbarán

Neftali è il sesto figlio di Giacobbe, secondo con Bila, ancella di Rachele.
Egli è l'eroe eponimo della tribù israelitica di Neftali.

## Spunti storici
Con la tribù di Zabulon, liberò Israele al tempo dei Giudici da Iabin re cananita.
Il territorio di tale tribù appartenne al Regno del Nord quando, dopo Salomone, Israele si divise in due regni.
La Galilea si trovava sul territorio di Neftali e Zabulon.